# Stenoperla prasina
Stenoperla prasina is een steenvlieg uit de familie Eustheniidae. De wetenschappelijke naam van de soort is voor het eerst geldig gepubliceerd in 1845 door Newman.